# تيريزا إدواردز
تيريزا إدواردز (Teresa Edwards) هي لاعبة أولمبية لرياضة كرة السلة من الولايات المتحدة. شاركت في الأولمبياد الصيفي في 1984–2000، وفازت بما مجموعه 5 ميداليات.

## الميداليات
| ذهب | فضة | برونز | المجموع |
| 4   | 0   | 1     | 5       |

## روابط خارجية
- تيريزا إدواردز على موقع الاتحاد الدولي لكرة السلة (الإنجليزية)
- تيريزا إدواردز على موقع الاتحاد الوطني لكرة السلة النسائية (الإنجليزية)
- تيريزا إدواردز على موقع كرة السلة الأوروبية.كوم (الإنجليزية)
- تيريزا إدواردز على موقع كلية كرة السلة في سبورتس رفرنس.كوم (الإنجليزية)
- تيريزا إدواردز على موقع ريلجم (الإنجليزية)
- تيريزا إدواردز على موقع بروبوليرز (الإنجليزية)
- تيريزا إدواردز على موقع قاعة مشاهير كرة السلة للسيدات (الإنجليزية)
- تيريزا إدواردز على موقع سبورتس رفرنس (الإنجليزية)
- تيريزا إدواردز على موقع سبورتس رفرنس (الإنجليزية)
- تيريزا إدواردز على موقع سبورتس رفرنس (الإنجليزية)